# Powiat de Kwidzyn
Le powiat de Kwidzyn (en polonais : powiat kwidzyński) est un powiat appartenant à la voïvodie de Poméranie dans le nord de la Pologne.

## Division administrative
Le powiat comprend 6 communes :
- 1 commune urbaine : Kwidzyn ;

Carte du powiat

- 4 communes rurales : Gardeja, Kwidzyn, Ryjewo et Sadlinki ;
- 1 commune mixte : Prabuty.